# Řeč těla

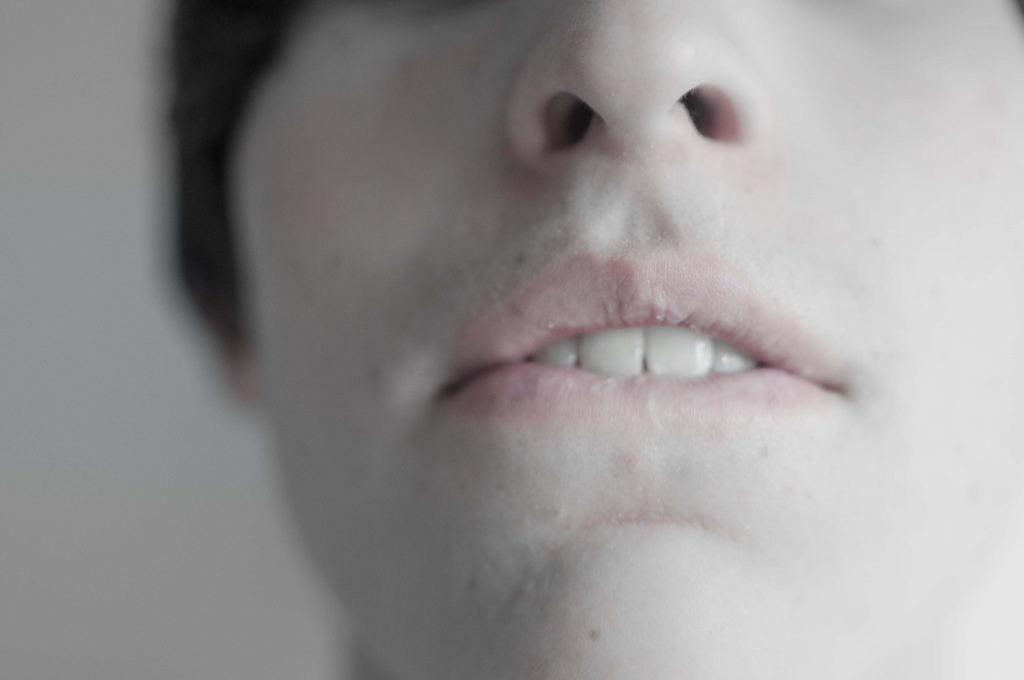
Zkusování rtu: výklad této řeči těla není jasný (může jít o strach či o očekávání)

Řeč těla, v češtině i mnoha dalších jazycích označovaná též souslovím anglického původu body language, souhrnně označuje veškeré informace, které lze vyčíst z mimických projevů, gest a postojů jedince, a je tak součástí neverbální komunikace, resp. neverbálního chování. Studiu řeči těla se věnují disciplíny jako etologie nebo psychologie a jejich výsledky mohou pomoci při policejních výsleších nebo mohou být užitečné pro zvýšení účinnosti mluveného projevu (ať už v herectví, politice nebo v praxi HR). Řeč těla může vyjadřovat podvědomé emoce mluvčího, zároveň je však jedním z mála způsobů dorozumívání mezi dvěma vzdálenými jazyky. Rysy gestikulace jsou totiž často kulturně univerzální, zděděné znaky, jejichž analogie můžeme často pozorovat i na primátech.